# غرير أمريكي
الغرير الأمريكي حيوان ينتمي إلى فصيلة ابن عرس. يعيش في الولايات المتحدة الأمريكية وكندا.

## وصف الحيوان
أقصر طولًا وأكثر قوة من الغرير الأوروبي، إذْ يتراوح طوله بين 50 و90 سم، ويزن ما بين 4 و11 كغم. ويتميز أعلى جسمه باللون الرمادي المائل إلى الحمرة، وأسفل جسمه باللون الأصفر الداكن. وعلى العموم يعيش الغرير الأمريكي في الخلاء أكثر من حيوانات الغرير الأخرى، ويمتاز غذاؤه باللحوم أكثر من غيره. وهو غالبًا ما يصطاد السناجب وكلاب البراري والقوارض والأرانب الطيور والحشرات والسحالي.
تعيش حيوانات الغرير الأمريكية منعزلة وتتزاوج في أواخر فصل الصيف. وتلد الأنثى ما بين 1 و5 من الصغار في فصل الربيع التالي، وتعتني الأم بصغارها وحدها وتبقى تلك الصغار مع أمها لعدة شهور.
وتقضي حيوانات الغرير أكثر أيام الشتاء برودة في مخابئها. ولا يعد العلماء سبات الغرير الشتوي سباتًا شتويًا حقيقيًا؛ إذ أن حرارة الجسم، وسرعة التنفس، وسرعة دقات القلب عند الغرير لا تنخفض بالنسبة نفسها التي تنخفض بها عند بقية الحيوانات التي تمارس السبات الشتوي، ويمكن بسهولة إيقاظ الغرير. وهو غالبًا ما يكون نشطًا في أيام الشتاء الدافئة.
اُستخدم فرو الغرير الأمريكي قديمًا بطانة للمعاطف، ولكن الأقمشة الصناعية حلَّت محله في البطانات بعد ذلك.